# Oscar 1933
A 5ª cerimônia de entrega dos Academy Awards (ou Oscars 1933), apresentada pela Academia de Artes e Ciências Cinematográficas, premiou os melhores atores, técnicos e filmes de 1932 no dia 18 de novembro de 1932, em Los Angeles e teve  como mestre de cerimônias Conrad Nagel.
Esta edição foi marcada pelo primeiro - e até agora único - empate na categoria de Melhor Ator: Fredric March, de Dr. Jekyll and Mr. Hyde, e Wallace Beery, por The Champ, partilharam o prêmio. Trinta e sete anos depois, a história se repetiu, desta vez para Melhor Atriz: Katharine Hepburn, de The Lion in Winter, empatou com a novata Barbra Streisand, por seu primeiro papel no cinema com o musical Funny Girl. As duas tiveram exatamente o mesmo número de votos: 3030.
Neste ano, foi introduzido o prêmio de curtas-metragens, com o vencedor de Melhor Curta-Metragem – Animação, o filme Flores e Árvores, tornando-se o primeiro filme em cores a ganhar um Oscar.
O drama Grande Hotel foi premiado na categoria mais importante: melhor filme.

## Indicados e vencedores
| Melhor Filme - Grande Hotel – Irving Thalberg pela Metro-Goldwyn-Mayer - Arrowsmith – Samuel Goldwyn pela Samuel Goldwyn Prod. - Bad Girl – Winfield Sheehan pela Fox Film Corp. - The Champ – King Vidor pela Metro-Goldwyn-Mayer - Five Star Final – Hal B. Wallis pela First National - One Hour With You – Ernst Lubitsch pela Paramount Publix - Shanghai Express – Adolph Zukor pela Paramount Publix - The Smiling Lieutenant – Ernst Lubitsch pela Paramount Publix | Melhor Diretor - Frank Borzage – Bad Girl - King Vidor – The Champ - Josef von Sternberg – Shanghai Express |
| Melhor Ator/Actor (Principal) - Fredric March – Dr. Jekyll and Mr. Hyde - Wallace Beery – The Champ - Alfred Lunt – The Guardsman | Melhor Atriz/Actriz (Principal) - Helen Hayes – The Sin of Madelon Claudet - Marie Dressler – Emma - Lynn Fontanne – The Guardsman |
| Melhor História Original - The Champ – Frances Marion - Lady and Gent – Grover Jones e William Slavens McNutt - The Star Witness – Lucien Hubbard - What Price Hollywood? – Adela Rogers St. Johns e Jane Murfin | Melhor Roteiro/Argumento - Bad Girl – Edwin J. Burke, baseado no romance e na peça de Viña Delmar - Arrowsmith – Sidney Howard por Arrowsmith (livro) de Sinclair Lewis - Dr. Jekyll and Mr. Hyde – Percy Heath e Samuel Hoffenstein, por O Médico e o Monstro de Robert Louis Stevenson |
| Melhor Curta-metragem/Comédia - The Music Box – Hal Roach - The Loud Mouth – Mack Sennett - Scratch-As-Catch-Can – RKO Radio | Melhor Curta-metragem/Inovação - Wrestling Swordfish – Mack Sennett - Screen Souvenirs – Paramount Publix - Swing High – Metro-Goldwyn-Mayer |
| Melhor Animação em Curta-metragem - Flowers and Trees – Walt Disney, Walt Disney Productions, United Artists - It's Got Me Again! – Leon Schlesinger, Warner Bros. - Mickey's Orphans – Walt Disney, Walt Disney Productions, Columbia Pictures | Melhor Mixagem/mistura de Som - Paramount Publix - Metro-Goldwyn-Mayer - RKO Pictures - Walt Disney Productions - Warner Bros. |
| Melhor Direção de Arte - Transatlantic – Gordon Wiles - À nous la liberté – Lazare Meerson - Arrowsmith – Richard Day | Melhor Cinematografia/Fotografia - Shanghai Express – Lee Garmes - Arrowsmith – Ray June - Dr. Jekyll and Mr. Hyde – Karl Struss |

### Prêmio Especial
- Para Walt Disney, pela criação de Mickey Mouse.[7]

### Múltiplas indicações
- 4 indicações: Arrowsmith e The Champ
- 3 indicações: Bad Girl, Shanghai Express e Dr. Jekyll and Mr. Hyde
- 2 indicações: The Guardsman